# 柳林 (中将)
柳林（1964年—），甘肃清水人，中国人民解放军中将，新疆军区司令员。

## 生平
柳林中将长期在新疆军区服役，先后任新疆军区第八师师长，南疆军区参谋长，南疆军区副司令员，南疆军区司令员，2015年阅兵率领履带自行火炮方队接受检阅。2020年中印边境冲突中参与军长级谈判，是应对冲突的主要负责高级指挥官之一。2021年任新疆军区副战区级职务（司令员），并晋升中将军衔。